# Chad Oman
Chad Oman, pseudonimo di Charles Wilton Oman Jr. (Wichita Falls, 15 maggio 1965), è un produttore cinematografico statunitense che lavora con Jerry Bruckheimer.

## Filmografia
- L'auto più pazza del mondo (Driving Me Crazy) , regia di Jon Turteltaub (1991)
- Scemo & più scemo (Dumb and Dumber), regia di Peter Farrelly (1994)
- Con Air, regia di Simon West (1997)
- Nemico pubblico (Enemy of the State), regia di Tony Scott (1998)
- Armageddon - Giudizio finale (Armageddon), regia di Michael Bay (1998)
- Le ragazze del Coyote Ugly (Coyote Ugly), regia di David McNally (2000)
- Il sapore della vittoria (Remember the Titans) , regia di Boaz Yakin (2000)
- Fuori in 60 secondi (Gone in 60 Seconds), regia di Dominic Sena (2000)
- Pearl Harbor, regia di Michael Bay (2001)
- Black Hawk Down - Black Hawk abbattuto (Black Hawk Down), regia di Ridley Scott (2001)
- Bad Company - Protocollo Praga (Bad Company), regia di Joel Schumacher (2002)
- Veronica Guerin - Il prezzo del coraggio (Veronica Guerin), regia di Joel Schumacher (2003)
- La maledizione della prima luna (Pirates of the Caribbean: The Curse of the Black Pearl), regia di Gore Verbinski (2003)
- Kangaroo Jack - Prendi i soldi e salta (Kangaroo Jack), regia di David McNally (2003)
- Bad Boys II, regia di Michael Bay (2002)
- King Arthur, regia di Antoine Fuqua (2004)
- Il mistero dei Templari - National Treasure (National Treasure), regia di Jon Turteltaub (2004)
- Pirati dei Caraibi - La maledizione del forziere fantasma (Pirates of the Caribbean: Dead Man's Chest), regia di Gore Verbinski (2006)
- Glory Road (Glory Road), regia di James Gartner (2006)
- Déjà vu - Corsa contro il tempo (Déjà Vu), regia di Tony Scott (2006)
- Pirati dei Caraibi - Ai confini del mondo (Pirates of the Caribbean: At World's End), regia di Gore Verbinski (2007)
- Il mistero delle pagine perdute - National Treasure (National Treasure: Book of Secrets), regia di Jon Turteltaub (2007)
- I Love Shopping, regia di P.J. Hogan (2009)
- G-Force - Superspie in missione (G-Force), regia di Hoyt Yeatman (2009)
- Prince of Persia - Le sabbie del tempo  (Prince of Persia: The Sands of Time), regia di Mike Newell (2010)
- L'apprendista stregone (The Sorcerer's Apprentice), regia di Jon Turteltaub (2010)
- Pirati dei Caraibi - Oltre i confini del mare (Pirates of the Caribbean: On Stranger Tides), regia di Rob Marshall (2011)
- The Lone Ranger, regia di Gore Verbinski (2013)
- Liberaci dal male (Deliver Us from Evil), regia di Scott Derrickson (2014)
- Pirati dei Caraibi - La vendetta di Salazar (Pirates of the Caribbean: Dead Men Tell No Tales), regia di Joachim Rønning ed Espen Sandberg (2017)
- Gemini Man, regia di Ang Lee (2019)
- Bad Boys for Life, regia di Adil El Arbi e Bilall Fallah (2020)
- Top Gun: Maverick, regia di Joseph Kosinski (2022)
- Un piedipiatti a Beverly Hills - Axel F (Beverly Hills Cop: Axel F), regia Mark Molloy (2024)
- F1 - Il film (F1: The Movie), regia di Joseph Kosinski (2025)